# Maggie’s Farm
Maggie’s Farm – piosenka skomponowana przez Boba Dylana, nagrana przez niego w styczniu i wydana na albumie Bringing It All Back Home w marcu, oraz na singlu w kwietniu 1965.

## Historia i charakter utworu
W 1964 r. nikt nie przeczuwał, że Bob Dylan zmierza prosto do głębokiego kryzysu. Wydawało się to wtedy niemożliwe – same sukcesy artystyczne, miliony fanów, wielki wpływ na to, o czym i jak ludzie myślą. Dlatego nikt nie zastanawiał się głębiej nad jego wypowiedzią w czasie koncertu w Philharmonic Hall w Nowym Jorku w październiku 1964 r., że „nosi maskę Dylana”. Wszyscy potraktowali to jako halloweenowy żart artysty. Tymczasem ta maska uwierała go coraz bardziej.
W styczniu 1965 r. Dylan nagrał album Bringing It All Back Home, na którym pojawiły się jego pierwsze komercyjne nagrania dokonane z zespołem grającym na elektrycznych instrumentach. Ale jego majowe tournée po Anglii było ze względów kontraktowych jeszcze całkowicie solowe i akustyczne. Jednak stan jego ducha w kryzysie i na rozdrożu został znakomicie oddany w dokumentalnym filmie Dont Look Back D.A. Pennebakera.
O tym, że Dylan znalazł się na rozdrożu i jeszcze nie wie, gdzie ma pójść, świadczy także katastrofalna sesja w Levy’s Recording Studio w Londynie, zaraz po skończeniu tournée (12.5. 1965). Grupą akompaniującą byli John Mayall’s Bluesbreakers (wówczas w składzie: John Mayall, Eric Clapton, John McVie i Hughie Flint). Sesja trwała pięć godzin i Dylan nie potrafił dokończyć nawet jednego utworu, którym był „If You Gotta Go, Go Now”. Muzycy Mayalla byli wyjątkowo dobrze wychowani, gdyż na końcu pięciogodzinnego nagrania słychać głos Flinta Chyba niezbyt często pracowałeś z zespołami, nieprawdaż?
Jednak tuż przed wyjazdem z Anglii Dylan zaczął zapisywać swoje „wymioty” (określenie Dylana) ze słowami How does it feel? Po skondensowaniu, już w kilka miesięcy później, świat pozna arcydzieło, jakim okazał się utwór „Like a Rolling Stone”.
Również jego życie uczuciowe uległo turbulencjom. Przed angielskim tournée Dylan zerwał związek z Joan Baez i nawiązał romans, zakończony później małżeństwem, z Shirley Noznisky (znaną bardziej jako Sara Lownds). Charakterystyczne, że chociaż Baez była z Dylanem na tej turze koncertowej, to ani razu nie wyszła na scenę. Potem do Anglii przyjechała Sara i razem z Grossmanami wszyscy pojechali do Portugalii. Dylan wyczerpany sławą, nudnymi i rutynowymi występami rzucił wszystko. Przestał śpiewać i grać. Ale z tego dna w jakim wówczas był, w ciągu kilku tygodni wyłonił się niespodzianie jak Feniks z popiołów „Like a Rolling Stone”. I dodatkowo – zupełnie nowy Dylan, który publicznie pojawił się w dwa miesiące później na Newport Folk Festival.
„Maggie’s Farm” był pierwszym utworem, który w „zelektryfikowanej” wersji został wykonany przez Dylana. Stało się to 25 lipca 1965 r. na Festiwalu Folkowym w Newport. I chociaż już tylko z tego powodu mógł się znaleźć w historii muzyki rockowej, to jego wartość leży także w treściach, które zawierał.
Kompozycja ta jest najbardziej osobistą pieśnią protestu w twórczości Dylana. Właśnie jej wybór na premierowe elektryczne wykonanie i jej treść sygnalizowały, że Dylan chce coś ważnego przekazać konserwatywnej folkowej publiczności.
Oprócz przesłania politycznego (Dylan zaatakował zarówno kapitalizm, jak i komunizm – oba m.in. za alienowanie pracowników) piosenka ta niosła przesłanie osobiste. Był to protest song przeciwko... protest songom. Zasygnalizował swoim fanom, że nie jest już „tym” Dylanem, ale kimś zupełnie innym, że zerwał maskę, którą musiał nosić. Było to także pożegnanie z tymi, którzy nie zechcą mu towarzyszyć w jego dalszym rozwoju jako artysty. Końcowy wniosek z treści politycznych był niestety pesymistyczny – wszyscy pracujemy na czyjejś farmie...
Wokół tego występu narosło kilka legend, bowiem „mundus vult decipi”. Wszystkim wiadomo, że publiczność wybuczała Dylana, że przerwał swój elektryczny występ po trzech utworach, wrócił ponownie na scenę z akustyczną gitarą i że się popłakał. A Pete Seeger siekierą usiłował przeciąć przewody elektryczne, czemu starał się przeszkodzić menedżer Dylana Albert Grossman i obaj starsi panowie się pobili.
Prawda była następująca. Przez większość publiczności ów elektryczny występ został przyjęty pozytywnie. Album Bringing It All Back Home ukazał się przecież 22 marca, a więc fani Dylana już byli zaznajomieni z tym, że ich idol się elektryfikuje. Publiczność nie protestowała przeciwko nowemu Dylanowi – był najbardziej oczekiwanym artystą festiwalu – tylko fatalnemu nagłośnieniu występu. Ponieważ był to festiwal folkowy, przygotowany sprzęt miał służyć tylko występom akustycznym. Publiczność w ogóle nie słyszała śpiewającego Dylana. Świadek koncertu, Ramblin’ Jack Elliott powiedział potem: muzyka by dobra, ale brzmiała gównianie.
Dylan nie przerwał koncertu po trzech utworach przerażony reakcją publiczności, lecz z prostej przyczyny – razem z zespołem przygotowali tylko te trzy utwory. I przygotowali je znakomicie, o czym świadczy film z tego festiwalu, który także nie potwierdza masowych protestów.
Pete Seeger rzeczywiście usiłował przeciąć przewody, ale – jak sam to później tłumaczył – robił to w trosce o bezpieczeństwo muzyków, bowiem nadchodziła burza, a scena nie była najlepiej zabezpieczona przed deszczem. Doszło także do kłótni z Grossmanem i obaj panowie pobili się.
Burza jednak była faktem. Film z dalszego ciągu koncertu Dylana, tym razem już akustycznego, pokazuje twarz Dylana, po której spływają krople. To, co brano za jego łzy, to po prostu krople deszczu, które spływały po jego czole, policzkach, nosie i szyi.
Jednym z najważniejszych źródeł „Maggie’s Farm” był zapewne utwór „Penny’s Farm”, często wykonywany w kręgu muzyków country. Innym źródłem mogła być także piosenka „Tanner’s Farm” nagrana w 1934 r. przez Gida Tannera i Rileya Pucketta. Niektórzy sugerują, że sam pomysł takiej kompozycji mógł powstać jeszcze 6 czerwca 1963 r., gdy Dylan, jako działacz ruchu praw obywatelskich, wystąpił na farmie Silasa Magee, właściciela Greenwood w Missisipi. Plonem tego występu było sfilmowane wykonanie „Only a Pawn in Their Game”.
Od strony muzycznej utwór ten jest szybkim bluesem. W czasie wielu jego koncertowych wykonań ulegał wielu przeróbkom. W 1965 r. był po prostu ostrym rockowym bluesem. Gdy Dylan wykonywał go na swojej pierwszej od maja 1966 r. turze koncertowej w styczniu 1974 r. z towarzyszeniem The Band, piosenka ta stała się jeszcze bardziej ostra, dochodząc właściwie do pewnej granicy. Podobnie, chociaż bardziej chaotycznie, brzmiała podczas Rolling Thunder Revue w 1976 r. W 1978 r. Dylan wykonywał ją stylu występów Elvisa Presleya w Las Vegas, zaaranżowaną na big-band. Od 1984 r. kompozycja ta – właściwie aż do dziś – jest wykonywana w stylu szybkiego boogie.
„Maggie’s Farm” została także zaadaptowana przez brytyjski ruch protestujący przeciwko Margaret Thatcher i jej konserwatywnemu rządowi.

## Sesje i koncerty Dylana, na których wykonywał ten utwór

### 1965
- 15 stycznia 1965 – sesje nagraniowe w Columbia Studio A w Nowym Jorku
- 25 lipca 1965 – zelektryfikowany występ na Newport Folk Festival. Pierwszym z trzech utworów jest „Maggie’s Farm”
- 28 sierpnia 1965 – koncert na stadionie tenisowym „Forest Hills” w Nowym Jorku
- 3 września 1965 – koncert w „Hollywood Bowl” w Los Angeles w Kalifornii
- 1 października 1965 – koncert Boba Dylana z grupą The Hawks/The Band w Carnegie Hall w Nowym Jorku

### 1969
- 31 sierpnia 1969 – koncert w „Woodside Bay” w Near Ryde na wyspie Wight w Anglii. Był to pierwszy pełny koncert Dylana od maja 1966 r. Następny pełny koncert Dylana odbył się... w styczniu 1974 r.

### 1974
- 4 stycznia 1974 – koncert na „Chicago Stadium” w Chicago w stanie Illinois
- 31 stycznia 1974 – koncert w „Madison Square Garden w Nowym Jorku
- 11 lutego 1974 – koncert w „Alameda County Coliseum” w Oakland w Kalifornii
- 14 lutego 1974 – nocny koncert w „The Forum” w Ingleside w Kalifornii

### 1976
- 21 stycznia 1976 – koncert w „Houston Astrodom” w Houston w Teksasie

Druga część Rolling Thunder Revue
- 20 kwietnia 1976 – koncert w „Bayfront Civic Center Auditorium” w St. Petersburg na Florydzie. Początek drugiej serii Rolling Thunder Revue
- 21 kwietnia 1976 – koncert w „Curtis Hixon Convention Center” w Tampie na Florydzie
- 23 kwietnia 1976 – koncert w „Sports Stadium” w Orlando na Florydzie
- 25 kwietnia 1976 – koncert na „University of Florida Field” w Gainesville na Florydzie
- 27 kwietnia 1976 – koncert na „Florida State University” w Tallahassee na Florydzie
- 28 kwietnia 1976 – koncert na „University of West Florida” w Pensacola na Florydzie
- 29 kwietnia 1976 – koncert w „Expo Hall Municipal Auditorium” w Mobile w stanie Alabama
- 1 maja 1976 – koncert w „Reid Green Coliseum” w Hattiesburgu w Alabamie
- 3 maja 1976 – koncert w „The Warehouse” w Nowym Orleanie w stanie Luizjana
- 4 maja 1976 – koncert w „L.S.U. Assembly Center” w Baton Rouge w Luizjanie
- 8 maja 1976 – koncert w „Hofheinz Pavillion” w Houston w Teksasie
- 11 maja 1976 – koncert w „Municipal Auditorium” w San Antonio w stanie Teksas
- 16 maja 1976 – koncert w „Tarrant County Convention Center Arena” w Fort Worth w Teksasie
- 18 maja 1976 – koncert w „State Fair Arena” w Oklahoma City w stanie Oklahoma
- 18 maja 1976 – koncert w „Henry Levitt Arena” w Wichicie w stanie Kansas
- 23 maja 1976 – koncert na „Hughes Stadium” na Stanowym Uniwersytecie Kolorado w Fort Collins w stanie Kolorado. Ta wersja „Maggie’s Farm” znalazła się zarówno na albumie, jak i na filmie Hard Rain
- 25 maja 1976 – koncert w „Salt Palace” w Salt Lake City w stanie Utah. Koniec Rolling Thunder Revue.

### 1978
Światowe Tournée 1978. Od 20 lutego 1978 do 16 grudnia 1978. Cała światowa tura koncertowa Dylana liczyła 114 koncertów.
Daleki Wschód i Australia (pocz. 20 lutego 1978)
- 20 lutego 1978 – koncert w „Nippon Budokan” w Tokio w Japonii
- 21 lutego 1978 – koncert w „Nippon Budokan” w Tokio w Japonii
- 23 lutego 1978 – koncert w „Nippon Budokan” w Tokio w Japonii
- 24 lutego 1978 – koncert w „Matsushita Denki Taiikukan” w Hirakacie w Japonii
- 25 lutego 1978 – koncert w „Matsushita Denki Taiikukan” w Hirakacie w Japonii
- 26 lutego 1978 – koncert w „Matsushita Denki Taiikukan” w Hirakacie w Japonii
- 1 marca 1978 – koncert w „Nippon Budokan” w Tokio w Japonii. To nagranie zostało umieszczone na Bob Dylan at Budokan
- 2 marca 1978 – koncert w „Nippon Budokan” w Tokio w Japonii
- 3 marca 1978 – koncert w „Nippon Budokan” w Tokio w Japonii
- 4 marca 1978 – koncert w „Nippon Budokan” w Tokio w Japonii
- 9 marca 1978 – koncert na „Western Spring Stadium” w Auckland na Nowej Zelandii
- 12 marca 1978 – koncert w „Festival Hall” w Brisbane w Queensland w Australii
- 13 marca 1978 – koncert w „Festival Hall” w Brisbane w Queensland w Australii
- 15 marca 1978 – koncert w „Festival Hall” w Brisbane w Queensland w Australii
- 18 marca 1978 – koncert na „Westlake Stadium” w Adelaide w Australii Południowej w Australii
- 20 marca 1978 – koncert w „Myer Music Bowl” w Melbourne w Wiktorii w Australii
- 21 marca 1978 – koncert w „Myer Music Bowl” w Melbourne w Wiktorii w Australii
- 22 marca 1978 – koncert w „Myer Music Bowl” w Melbourne w Wiktorii w Australii
- 25 marca 1978 – koncert w „Entertainment Center” w Perth w Australii
- 27 marca 1978 – koncert w „Entertainment Center” w Perth w Australii
- 1 kwietnia 1978 – koncert w „Sportsground” w Sydney w Nowej Południowej Walii w Australii

Los Angeles (pocz. 1 czerwca 1978)
- 1 czerwca 1978 – koncert w „Univeresal Amphitheater” w Los Angeles w Kalifornii
- 2 czerwca 1978 – koncert w „Univeresal Amphitheater” w Los Angeles w Kalifornii
- 3 czerwca 1978 – koncert w „Univeresal Amphitheater” w Los Angeles w Kalifornii
- 4 czerwca 1978 – koncert w „Univeresal Amphitheater” w Los Angeles w Kalifornii
- 5 czerwca 1978 – koncert w „Univeresal Amphitheater” w Los Angeles w Kalifornii
- 6 czerwca 1978 – koncert w „Univeresal Amphitheater” w Los Angeles w Kalifornii
- 7 czerwca 1978 – koncert w „Univeresal Amphitheater” w Los Angeles w Kalifornii

Europejskie tournée (pocz. 15 czerwca 1978)
- 15 czerwca 1978 – koncert w „Earl’s Court” w Londynie w Anglii
- 16 czerwca 1978 – koncert w „Earl’s Court” w Londynie w Anglii
- 17 czerwca 1978 – koncert w „Earl’s Court” w Londynie w Anglii
- 18 czerwca 1978 – koncert w „Earl’s Court” w Londynie w Anglii
- 19 czerwca 1978 – koncert w „Earl’s Court” w Londynie w Anglii
- 20 czerwca 1978 – koncert w „Earl’s Court” w Londynie w Anglii
- 23 czerwca 1978 – koncert na „Feijenoord Stadion” w Rotterdamie w Holandii
- 26 czerwca 1978 – koncert w „Westfalenhalle” w Dortmundzie w Niemczech
- 27 czerwca 1978 – koncert w „Westfalenhalle” w Dortmundzie w Niemczech
- 29 czerwca 1978 – koncert w „Deutschland Halle” w Berlinie Zachodnim
- 1 lipca 1978 – koncert na „Zeppelinfeld” w Norymberdze w Niemczech
- 3 lipca 1978 – koncert w „Pavillon de Paris” w Paryżu we Francji
- 4 lipca 1978 – koncert w „Pavillon de Paris” w Paryżu we Francji
- 5 lipca 1978 – koncert w „Pavillon de Paris” w Paryżu we Francji
- 6 lipca 1978 – koncert w „Pavillon de Paris” w Paryżu we Francji
- 8 lipca 1978 – koncert w „Pavillon de Paris” w Paryżu we Francji
- 11 lipca 1978 – koncert w „Scandinavium” w Göteborgu w Szwecji
- 12 lipca 1978 – koncert w „Scandinavium” w Göteborg w Szwecji
- 15 lipca 1978 – koncert w „Blackbushe Aerodrome” w Camberley w Anglii

Jesienne tournée po USA (pocz. 15 września 1978)
- 15 września 1978 – koncert w „Civic Center” w Auguście w stanie Maine
- 16 września 1978 – koncert w „Cumberland Civic Center” w Portland w Maine
- 17 września 1978 – koncert w „War Memorial Coliseum” w New Haven w stanie Connecticut
- 19 września 1978 – koncert w „Forum de Montréal” w Montrealu w prow. Quebec w Kanadzie
- 20 września 1978 – koncert w „Boston Gardens” w Bostonie w stanie Massachusetts
- 22 września 1978 – koncert w „Onondaga County War Memorial Auditorium” w Syracuse w stanie Nowy Jork
- 23 września 1978 – koncert w „War Memorial Auditorium” w Rochester w stanie Nowy Jork
- 24 września 1978 – koncert w „Broome County Veterans Memorial Arena” w Binghamton w stanie Nowy Jork
- 26 września 1978 – koncert w „Civic Center” w Springfield w stanie Massachusetts
- 27 września 1978 – koncert w „Nassau County Coliseum” w Uniondale w stanie Nowy Jork
- 29 września 1978 – koncert w „Madison Square Garden” w Nowym Jorku
- 30 września 1978 – koncert w „Madison Square Garden” w Nowym Jorku
- 3 października 1978 – koncert w „Scope Arena” w Norfolk w stanie Virginia
- 4 października 1978 – koncert w „Civic Center” w Baltimore w stanie Maryland
- 5 października 1978 – koncert w „Capital Center” w Largo w stanie Maryland
- 6 października 1978 – koncert w „The Spectrum” w Filadelfii w stanie Pensylwania
- 7 października 1978 – koncert w „Civic Center” w Providence w stanie Rhode Island
- 9 października 1978 – koncert w „Memorial Auditorium” w Buffalo w stanie Nowy Jork
- 12 października 1978 – koncert w „Maple Leaf Gardens” w Toronto w prow. Ontario w Kanadzie
- 13 października 1978 – koncert w „The Olympia” w Detroit w stanie Michigan
- 14 października 1978 – koncert w „Hulman Civic University Center” w Terre Haute w stanie Indiana
- 15 października 1978 – koncert w „Riverfront Coliseum” w Cincinnati w stanie Ohio
- 17 października 1978 – koncert na „Chicago Stadium” w Chicago w stanie Illinois
- 18 października 1978 – koncert na „Chicago Stadium” w Chicago w stanie Illinois
- 20 października 1978 – koncert w „Richfield Coliseum” w Richfield w stanie Ohio
- 21 października 1978 – koncert w „Centennial Arena” na University Toledo w Toledo w stanie Ohio
- 22 października 1978 – koncert na „University of Dayton” w stanie Ohio
- 25 października 1978 – koncert w „Market Square Arena” w Indianapolis w stanie Indiana
- 27 października 1978 – koncert na „Wings Stadium” w Kalamazoo w stanie Michigan
- 28 października 1978 – koncert w „S.I.U. Arena” na Southestern Illinois University w Carbondale
- 29 października 1978 – koncert na „The Checker Stadion” w Saint Louis w stanie Missouri
- 31 października 1978 – koncert w „Civic Center” w Saint Paul w stanie Minnesota
- 1 listopada 1978 – koncert w „Dane County Memorial Coliseum” w Madison w stanie Wisconsin
- 3 listopada 1978 – koncert na „Kemper Arena” w Kansas City w stanie Missouri
- 4 listopada 1978 – koncert w „Civic Auditorium” w Omaha w stanie Nebraska
- 9 listopada 1978 – koncert w „Memorial Coliseum” w Portlandzie w stanie Oregon
- 10 listopada 1978 – koncert w „HEC Edmondson Pavilion” w Seattle w stanie Waszyngton
- 11 listopada 1978 – koncert w „Pacific National Exhibition Hall” w Vancouver w prow. Kolumbia Brytyjska w Kanadzie
- 13 listopada 1978 – koncert w „Alameda County Coliseum” w Oakland w Kalifornii
- 14 listopada 1978 – koncert w „Alameda County Coliseum” w Oakland w Kalifornii
- 15 listopada 1978 – koncert w „Alameda County Coliseum” w Oakland w Kalifornii
- 17 listopada 1978 – koncert na „Sports Arena” w San Diego w Kalifornii
- 18 listopada 1978 – koncert w „A.S.U. Activities Center” w Tempe w stanie Arizona
- 19 listopada 1978 – koncert w „McKale Memorial Center” na University of Arizona w Tucson w Arizonie
- 21 listopada 1978 – koncert na „Special Events Arena” w El Paso w Teksasie
- 23 listopada 1978 – koncert w „Lloyd Noble Center” w Norman w stanie Oklahoma
- 24 listopada 1978 – koncert w „Tarrant County Convention Center Arena” w Fort Worth w Teksasie
- 25 listopada 1978 – koncert w „Special Event Center” na University of Texas w Austin w Teksasie
- 26 listopada 1978 – koncert w „The Summit” w Houston w Teksasie
- 28 listopada 1978 – koncert w „The Coliseum” w Jackson w stanie Missisipi
- 29 listopada 1978 – koncert w „L.S.U. Assembly Center” w Baton Rouge w stanie Luizjana
- 1 grudnia 1978 – koncert w „Mid-South Coliseum” w Memphis w stanie Tennessee
- 2 grudnia 1978 – koncert w „Municipal Auditorium” w Nashville w Tennessee
- 3 grudnia 1978 – koncert w „Jefferson Civic Center” w Birmingham w stanie Alabama
- 5 grudnia 1978 – koncert w „Municipal Auditorium” w Mobile w stanie Alabama
- 7 grudnia 1978 – koncert w „Greensboro Coliseum” w Greensboro w stanie Karolina Północna
- 8 grudnia 1978 – koncert w „Civic Center Arena” w Savannah w stanie Georgia
- 9 grudnia 1978 – koncert w „Carolina Coliseum” w Columbii w stanie Karolina Południowa
- 10 grudnia 1978 – koncert w „Charlotte Coliseum” w Charlotte (Karolina Północna) w stanie Karolina Północna
- 12 grudnia 1978 – koncert w „The Omni” w Atlancie w stanie Georgia
- 13 grudnia 1978 – koncert w „The Coliseum” w Jacksonville na Florydzie
- 15 grudnia 1978 – koncert w „Civic Center” w Lakeland na Florydzie
- 16 grudnia 1978 – koncert w „Hollywood Sportatorium” w Hollywood na Florydzie

### 1981
Letnie amerykańskie tournée 1981 (pocz. 10 czerwca 1981).
- 10 czerwca 1981 – koncert w „Poplar Creek Music Theater” w Hoffman Estates, Chicago w stanie Illinois, USA
- 11 czerwca 1981 – koncert w „Pine Knob Music Theatre” w Clarkston w stanie Michigan, USA
- 12 czerwca 1981 – koncert w „Pine Knob Music Theatre” w Clarkston w stanie Michigan, USA
- 14 czerwca 1981 – koncert w „Marjorie Merriweather Post Pavilion” w Columbii w stanie Maryland, USA

Letnie europejskie tournée (pocz. 21 czerwca 1981). Piosenka była wykonywana na każdym koncercie.
- 21 czerwca 1981 – koncert na „Stade Municipal des Minimes” w Tuluzie, Francja
- 23 czerwca 1981 – koncert na „Stade de Colombes” w Colombes, Francja
- 26 czerwca 1981 – koncert w „Earl’s Court” w Londynie, Anglia
- 27 czerwca 1981 – koncert w „Earl’s Court” w Londynie, Anglia, Wielka Brytania
- 28 czerwca 1981 – koncert w „Earl’s Court” w Londynie, Anglia, Wielka Brytania
- 29 czerwca 1981 – koncert w „Earl’s Court” w Londynie, Anglia, Wielka Brytania
- 30 czerwca 1981 – koncert w „Earl’s Court” w Londynie, Anglia, Wielka Brytania
- 1 lipca 1981 – koncert w „Earl’s Court” w Londynie, Anglia, Wielka Brytania
- 4 lipca 1981 – koncert w „International Arena”, National Exhibition Center w Birmingham, Anglia
- 5 lipca 1981 – koncert w „International Arena”, National Exhibition Center w Birmingham, Anglia
- 8 lipca 1981 – koncert w „Johanneshoves Isstadion” w Sztokholmie w Szwecji.
- 9 lipca 1981 – koncert w „Drammenshallen” w Drammen w Norwegii
- 10 lipca 1981 – koncert w „Drammenshallen” w Drammen w Norwegii
- 12 lipca 1981 – koncert w „Brøndby-Hallen”, Kopenhaga, Dania
- 14 lipca 1981 – koncert we „Freichleichttheatr” w Bad Segeberg w Niemczech
- 15 lipca 1981 – koncert we „Freichleichttheatr” w Bad Segeberg w Niemczech
- 17 lipca 1981 – koncert we „Freileichtbuehne Loreley” koło Sankt Goarshausen w Niemczech
- 18 lipca 1981 – koncert w „Eissstadion” w Mannheim w Niemczech
- 19 lipca 1981 – koncert w „Olympia Halle” w Monachium w Niemczech
- 20 lipca 1981 – koncert w „Olympia Halle” w Monachium w Niemczech
- 21 lipca 1981 – koncert w „Stadthalle” w Wiedniu w Austrii
- 23 lipca 1981 – koncert w „Sport Halle” w St. Jacob w Bazylei
- 25 lipca 1981 – koncert w „Palace des Sports” w Awinion we Francji

Jesienne amerykańskie i kanadyjskie tournée (pocz. 16 października 1981). Piosenka była wykonywana na każdym koncercie.
- 16 października 1981 – koncert w „Mecca Auditorium” na University of Wisconsin w Milwaukee, stan Wisconsin, USA
- 17 października 1981 – koncert w „Mecca Auditorium” na University of Wisconsin w Milwaukee, Wisconsin, USA
- 18 października 1981 – koncert w „Dane County Memorial Coliseum” w Madison, Wisconsin, USA
- 19 października 1981 – koncert w „Holiday Star Music Theater” w Merrillville, Indiana, USA
- 21 października 1981 – koncert w „The Orpheum Theatre” w Bostonie, Massachusetts, USA
- 23 października 1981 – koncert w „The Spectrum” w Philadelphii, Pennsylvania, USA
- 24 października 1981 – koncert w „Recreation Building” na Pennsylvania State University w State College, Pensylwania, USA
- 25 października 1981 – koncert w „Stabler Arena” na Lehigh University w Bethlehem, Pensylwania, USA
- 27 października 1981 – koncert „Meadowlands Brendan T. Byrne Sports Arena” w East Rutherford, New Jersey, USA
- 29 października 1981 – koncert w „Maple Leaf Gardens” w Toronto, Ontario, Kanada
- 30 października 1981 – koncert w „Forum de Montréal” w Montrealu, Quebec, Kanada
- 31 października 1981 – koncert w „Kitchener Arena” w Kitchener, Ontario, Kanada
- 2 listopada 1981 – koncert w „Civic Center” w Ottawie, Ontario, Kanada
- 4 listopada 1981 – koncert w „Cincinnati Music Hall” w Cincinnati, Ohio, USA
- 5 listopada 1981 – koncert w „Cincinnati Music Hall” w Cincinnati, Ohio, USA
- 6 listopada 1981 – koncert w „Elliot Hall of Music” na Purdue University w West Lafayette, Indiana, USA
- 7 listopada 1981 – koncert w „Hill Auditorium” na University of Michigan w Ann Arbor, Michigan, USA
- 8 listopada 1981 – koncert w „Hill Auditorium” na University of Michigan w Ann Arbor, Michigan, USA
- 10 listopada 1981 – koncert w „Saenger Performing Arts Center” w Nowym Orleanie, Luizjana, USA
- 11 listopada 1981 – koncert w „Saenger Performing Arts Center” w Nowym Orleanie, Luizjana, USA
- 12 listopada 1981 – koncert w „The Summit” w Houston, Teksas, USA
- 14 listopada 1981 – koncert w „Municipal Auditorium” w Nashville, Tennessee, USA
- 15 listopada 1981 – koncert w „The Fox Theater” w Atlancie, Georgia, USA
- 16 listopada 1981 – koncert w „The Fox Theater” w Atlancie, Georgia, USA
- 19 listopada 1981 – koncert w „Sunrise Musical Theater” w Miami, Floryda, USA
- 20 listopada 1981 – koncert w „Sunrise Musical Theater” w Miami, Floryda, USA
- 21 listopada 1981 – koncert w „Civic Center Theatre” w Lakeland, Floryda, USA

### 1984
Europejskie tournée 1984 (pocz. 28 maja 1984). Piosenka była wykonywana na każdym koncercie.
- 28 maja 1984 – koncert na „Arena di Verona” w Weronie we Włoszech
- 29 maja 1984 – koncert na „Arena di Verona” w Weronie we Włoszech
- 31 maja 1984 – koncert na „St. Pauli Stadion” w Hamburgu w Niemczech
- 2 czerwca 1984 – koncert na „St. Jacob Stadion” w Bazylei w Szwajcarii
- 3 czerwca 1984 – koncert na „Stadionie Olimpijskim” w Monachium w Niemczech
- 4 czerwca 1984 – koncert w „Sportpaleis Ahoy” w Rotterdamie w Holandii
- 6 czerwca 1984 – koncert w „Sportpaleis Ahoy” w Rotterdamie w Holandii
- 7 czerwca 1984 – koncert na „Stade de Schaerbeek” w Brukseli w Belgii
- 9 czerwca 1984 – koncert na „Ullevi Stadion” w Göteborgu w Szwecji
- 10 czerwca 1984 – koncert w „Idraetsparken” w Kopenhadze w Danii
- 11 czerwca 1984 – koncert na „Stadion Bieberer Berg” w Offenbach am Main w Niemczech
- 13 czerwca 1984 – koncert w „Waldbühne” w Berlinie Zachodnim
- 14 czerwca 1984 – koncert w „Wiener Stadthalle-Kiba” w Wiedniu w Austrii
- 16 czerwca 1984 – koncert na „Mungersdorfer Stadion” w Kolonii w Niemczech
- 17 czerwca 1984 – koncert na „Stade de L’Ouest” w Nicei we Francji
- 19 czerwca 1984 – koncert w „Roma Palaeur” w Rzymie we Włoszech
- 20 czerwca 1984 – koncert w „Roma Palaeur” w Rzymie we Włoszech
- 21 czerwca 1984 – koncert w „Roma Palaeur” w Rzymie we Włoszech
- 24 czerwca 1984 – koncert na „Stadion San Siro” w Mediolanie we Włoszech
- 26 czerwca 1984 – koncert na „Estado del Rayo Vallencano” w Madrycie w Hiszpanii
- 28 czerwca 1984 – koncert na „Minestadio del F.C. Barcelona” w Barcelonie w Hiszpanii
- 30 czerwca 1984 – koncert na „Stade Marcel Saupin” w Nantes we Francji
- 1 lipca 1984 – koncert w „Parc de Sceaux” w Paryżu we Francji
- 3 lipca 1984 – koncert w „Grenoble Alpexpo” w Grenoble we Francji
- 5 lipca 1984 – koncert w „St. James’ Park” w Newcastle w Anglii w Wielkiej Brytanii
- 7 lipca 1984 – koncert na „Wembley Stadium” w Londynie w Anglii
- 8 lipca 1984 – koncert w „Slane Castle” w Slane w Irlandii

Dylan powraca do wykonywania piosenki na koncertach dopiero w 1987 r.

### 1987
Tournée Boba Dylana i Grateful Dead (pocz. 4 lipca 1987)
- 19 lipca 1987 – koncert na „Autzen Stadium” w Eugene w stanie Oregon w USA
- 24 lipca 1987 – koncert na „Oakland County Stadion” w Oakland w Kalifornii w USA
- 26 lipca 1987 – koncert na „Oakland County Stadion” w Oakland w Kalifornii w USA

Tournée Świątynie w płomieniach (pocz. 5 września 1987)
- 5 września 1987 – koncert w „park ha-Jarkon” w Tel Awiwie w Izraelu
- 13 września 1987 – koncert w „Palasport” w Turynie, Włochy.
- 17 września 1987 – koncert w „Treptower Festwiese” w Berlinie Wschodnim
- 20 września 1987 – koncert w „Messenhalle 20” w Hanowerze, Niemcy Zach
- 23 września 1987 – koncert w „Jaahalli” w Helsinkach w Finlandii
- 25 września 1987 – koncert w „Scandinavium” w Göteborgu, Szwecja
- 26 września 1987 – koncert w „Johanneshoves Isstadion” w Sztokholmie w Szwecji
- 28 września 1987 – koncert w „Festhalle” we Frankfurcie w Niemczech
- 29 września 1987 – koncert w „Hans Martin Schleyerhalle” s Stuttgarcie w Niemczech
- 30 września 1987 – koncert w „Olympiahalle” w Monachium w Niemczech
- 1 października 1987 – koncert na „Arena di Verona” w Weronie, Włochy
- 4 października 1987 – koncert w „Arena Civica” w Mediolanie, Włochy
- 5 października 1987 – koncert na „Piazza Grande” w Locarno w Szwajcarii
- 7 października 1987 – koncert w „P.O.P.B. Bercy” w Paryżu, Francja
- 8 października 1987 – koncert w „Vorst Nationaal” w Brukseli w Belgii
- 10 października 1987 – koncert w „International Arena”, National Exibition Center w Birmingham w Anglii
- 11 października 1987 – koncert w „International Arena”, National Exibition Center w Birmingham w Anglii
- 12 października 1987 – koncert w „International Arena”, National Exibition Center w Birmingham w Anglii
- 14 października 1987 – koncert na „Wembley Arena” w Londynie, Anglia
- 15 października 1987 – koncert na „Wembley Arena” w Londynie w Anglii
- 16 października 1987 – koncert na „Wembley Arena” w Londynie w Anglii
- 17 października 1987 – koncert na „Wembley Arena” w Londynie w Anglii

### 1988
Nigdy nie kończące się tournée (pocz. 7 czerwca 1988). Wszystkie koncerty Dylana od tego momentu są częścią „Nigdy niekończącego się tournée”.
Interstate 88 I
Część pierwsza: Letnie tournée po Kanadzie i USA
- 7 czerwca 1988 – koncert w „Concord Pavilion”, Concord, Kalifornia
- 9 czerwca 1988 – koncert w „Cal Expo Amphitheatre”, Sacramento, Kalifornia
- 10 czerwca 1988 – koncert w „Greek Theatre’, Uniwersytet Kalifornijski, Berkeley, Kalifornia
- 11 czerwca 1988 – koncert w „Shoreline Amphitheatre”, Mountain View, Kalifornia
- 13 czerwca 1988 – koncert w „Park West, Park City”, Salt Lake City, Utah
- 15 czerwca 1988 – koncert w „Fiddler’s Green Amphitheatre”, Denver, Kolorado
- 18 czerwca 1988 – koncert w „Alpine Valley Music Theatre”, East Troy, Wisconsin
- 21 czerwca 1988 – koncert w „Blossom Music Center”, Cuyahoga Falls, Ohio
- 24 czerwca 1988 – koncert w „Garden State Performing Arts Center”, Holmdel, New Jersey
- 26 czerwca 1988 – koncert w „Saratoga Performing Arts Center”, Saratoga Springs w stanie Nowy Jork w USA
- 28 czerwca 1988 – koncert w „Finger Lakes Performing Arts Center”, Canandaigua, stan Nowy Jork
- 30 czerwca 1988 – koncert w „Jones Beach Theater”, Jones Beach State Park w Wantagh w stanie Nowy Jork w USA
- 1 lipca 1988 – koncert w „Jones Beach Theater”, Jones Beach State Park, Wantagh, Nowy Jork
- 2 lipca 1988 – koncert w „Great Woods Performing Arts Center”, Mansfield, Massachusetts
- 3 lipca 1988 – koncert w „Old Orchard Beach Ballpark” w Portland w stanie Maine w USA
- 6 lipca 1988 – koncert we „Frederick Mann Music Center” w Filadelfii w stanie Pensylwania w USA
- 9 lipca 1988 – koncert w „Ottawa Civic Center Arena” w Ottawie w prow. Ontario w Kanadzie
- 11 lipca 1988 – koncert w „Copps Coliseum”, Hamilton, prow. Ontario, Kanada
- 13 lipca 1988 – koncert w „Castle Farms Music Theatre” w Charlevoix w stanie Michigan w USA
- 14 lipca 1988 – koncert w „Poplar Creek Music Theater” w Hoffman Estates w Chicago w stanie Illinois w USA
- 17 lipca 1988 – koncert w „Meadowbrook Music Theater” na Oakland University w Rochester Hills w stanie Michigan
- 20 lipca 1988 – koncert w „Marjorie Merriweather Post Pavilion” w Columbia w stanie Maryland w USA
- 25 lipca 1988 – koncert w „Troy G. Chastain Memorial Park Amphitheatre” w Atlancie w stanie Georgia w USA
- 26 lipca 1988 – koncert w „Mud Island Amphitheatre” w Memphis w Tennessee
- 30 lipca 1988 – koncert w „Mesa Amphitheatre” w Mesa w stanie Arizona w USA
- 2 sierpnia 1988 – koncert w „Greek Theatre” w Hollywood w Los Angeles w Kalifornii
- 6 sierpnia 1988 – koncert w „Sammis Pavilion” w Batiquitos Lagoon w Carlsbadzie w Kalifornii
- 7 sierpnia 1988 – koncert w „Santa Barbara County Bowl”, Santa Barbara, Kalifornia

Interstate 88 II
Część druga: Letnie tournée po Północnej Ameryce (pocz. 18 sierpnia 1988)
- 18 sierpnia 1988 – koncert w „Portland Civic Auditorium”, Portland, Oregon
- 20 sierpnia 1988 – koncert w „Champs de Brionne Music Theater”, George, stan Waszyngton
- 23 sierpnia 1988 – koncert w „Olimpic Saddledome”, Calgary, prow. Alberta, Kanada
- 24 sierpnia 1988 – koncert w „Northlands Coliseum”, Edmonton, Alberta, Kanada
- 26 sierpnia 1988 – koncert w „Winnipeg Arena”, Winnipeg, Manitoba, Kanada
- 31 sierpnia 1988 – koncert w „New York State Fairground Grandstand”, Syracuse, st. Nowy Jork, USA
- 2 września 1988 – koncert w „Orange County Fair”, Wesleylian University, Middletown, st. Nowy Jork, USA
- 3 września 1988 – koncert w „Riverfront Park”, w Manchesterze, w stanie New Hampshire, USA
- 4 września 1988 – koncert w „Lake Compounce Festival Park” w Bristolu w stanie Connecticut w USA
- 8 września 1988 – koncert w „Broome County Veterans Memorial Arena”, Binghamton, Nowy Jork, USA
- 10 września 1988 – koncert w „Waterloo Village”, Stanhope, New Jersey, USA
- 11 września 1988 – koncert w „Patriot Center”, George Mason University, Fairfax, Virginia, USA
- 13 września 1988 – koncert w „Civic Arena”, Pittsburgh, Virginia, USA
- 15 września 1988 – koncert w „Dean E. Smith Students Activities Center”, University of North Carolina, Chapel Hill, Karolina Północna, USA
- 16 września 1988 – koncert w „Carolina Coliseum”, University of South Carolina, Columbia, Karolina Południowa, USA
- 18 września 1988 – koncert w „Thompson-Boling Assembly Center and Arena”, University of Tennessee, Knoxville, Tennessee, USA
- 22 września 1988 – koncert w „Sundome”, University of Southern Florida, Tampa, Floryda, USA
- 24 września 1988 – koncert w „Miami Arena”, Miami, Floryda, USA
- 25 września 1988 – koncert w „Hibernia Pavilion”, The Audubon Zoo, Nowy Orlean, Luizjana, USA

Interstate 88 III
Część trzecia: Jesienne tournée po Wschodnim Wybrzeżu (pocz. 13 października 1988)
- 13 października 1988 – koncert w „The Tower Theatre”, Upper Darby, Pensylwania, USA
- 14 października 1988 – koncert w „The Tower Theatre”, Upper Darby, Pensylwania, USA
- 17 października 1988 – koncert w „Radio City Music Hall”, Nowy Jork, Nowy Jork, USA
- 19 października 1988 – koncert w „Radio City Music Hall”, Nowy Jork, Nowy Jork, USA

### 1989
Część czwarta: Letnie europejskie tournée 1989 (pocz. 27 maja 1989)
- 27 maja 1989 – koncert w „Christinehofs Slottspark, Christinehofs Slott, Skania, Szwecja
- 28 maja 1989 – koncert w „Globe Arena”, Sztokholm, Szwecja
- 30 maja 1989 – koncert w „Jaahalli”, Helsinki, Finlandia
- 4 czerwca 1989 – koncert w „Simmonscourt, R.D.S.”, Dublin, Irlandia
- 6 czerwca 1989 – koncert w „Hall 4, Scottish Exhibition and Conference Centre”, Glasgow, Szkocja
- 7 czerwca 1989 – koncert w „International Arena”, National Exhibition Center, Birmingham, Anglia
- 8 czerwca 1989 – koncert w „Wembley Arena”, Londyn, Anglia
- 11 czerwca 1989 – koncert w „Voorst Nationaal”, Bruksela, Belgia
- 13 czerwca 1989 – koncert w „Les Arenes”, Frejus, Francja
- 16 czerwca 1989 – koncert w „Palacio Municipal Deportes Montjuic”, Barcelona, Hiszpania
- 17 czerwca 1989 – koncert w „Velordomo de Anoeta”, San Sebastián, Hiszpania
- 20 czerwca 1989 – koncert w „Palazzo della Civilta E Del Lavoro”, Rzym, Włochy
- 21 czerwca 1989 – koncert w „Stadio Lamberti”, Cava de’Tirreni, Włochy
- 22 czerwca 1989 – koncert w „Stadio di Ardenza”, Livorno, Włochy
- 24 czerwca 1989 – koncert w „Acikhava Tiyatrosu”, Stambuł, Turcja
- 27 czerwca 1989 – koncert w „Philopappos”, Ateny, Grecja

Część piąta: Letnie tournée po Ameryce Północnej (pocz. 1 lipca 1989)
- 1 lipca 1989 – koncert w „Civic Center Arena”, Peoria, Illinois
- 3 lipca 1989 – koncert w „Marcus Amphitheater” w Milwaukee w stanie Wisconsin, USA
- 5 lipca 1989 – koncert w „Howard C. Baldwin Memorial Pavilion”, Meadowbrook, Rochester Hills, Michigan
- 6 lipca 1989 – koncert w „Howard C. Baldwin Memorial Pavilion”, Meadowbrook, Rochester Hills, Michigan
- 9 lipca 1989 – koncert w „Blossom Music Center”, Cuyahoga Falls, Ohio
- 11 lipca 1989 – koncert w „Skyline Sports Complex”, City Island, Harrisburg, Pennsylvania
- 12 lipca 1989 – koncert w „Allentown Fairground” w Allentown w stanie Pensylwania, USA
- 13 lipca 1989 – koncert w „Great Woods Performing Arts Center”, Mansfield, Massachusetts
- 17 lipca 1989 – koncert w „Waterloo Village” w Stanhope w stanie New Jersey, USA
- 20 lipca 1989 – koncert w „Bally’s Grand Hotel”, Atlantic City, New Jersey
- 21 lipca 1989 – koncert w „Garden State Arts Center”, Holmdel, New Jersey
- 23 lipca 1989 – koncert w „Jones Beach Theater” w Jones Beach State Park, w Wantagh w stanie Nowy Jork
- 26 lipca 1989 – koncert w „Saratoga Performance Arts Center” w Saratoga Springs w stanie Nowy Jork, USA
- 4 sierpnia 1989 – koncert w „Dane County Memorial Coliseum”, Madison, Wisconsin, USA
- 5 sierpnia 1989 – koncert w „Welsh Auditorium”, Grand Rapids, Michigan, USA
- 8 sierpnia 1989 – koncert w „Savage Hall”, Toledo, Ohio, USA
- 9 sierpnia 1989 – koncert w „The Muny”, Forest Park, St. Louis, Missouri, USA
- 12 sierpnia 1989 – koncert w „Kings Dominion Amusement Park, Doswell, Wirginia, USA
- 13 sierpnia 1989 – koncert w „The Paladium”, Carowinds Amusement Park, Charlotte, Karolina Północna, USA
- 15 sierpnia 1989 – koncert w „Troy G. Chastain Memorial Park Amphitheatre”, Atlanta, Georgia, USA
- 23 sierpnia 1989 – koncert w „The Zoo Ampihitheatre”, Oklahoma City, Oklahoma, USA
- 25 sierpnia 1989 – koncert w „Kiefer UNO Lakefront Arena”, Nowy Orlean, Luizjana, USA
- 27 sierpnia 1989 – koncert w „Starplex Amphitheatre”, Dallas, Teksas, USA
- 29 sierpnia 1989 – koncert w „Pan American Center”, Las Cruces, Nowy Meksyk, USA
- 31 sierpnia 1989 – koncert w „Fiddler’s Green”, Englewood, Kolorado, USA
- 6 września 1989 – koncert w „Starlight Bowl”, San Diego, Kalifornia, USA
- 9 września 1989 – koncert w „Greek Theatre”, Hollywood, Los Angeles, Kalifornia, USA

Część szósta: Jesienne tournée po USA (pocz. 10 października 1989)
- 12 października 1989 – koncert w „The Beacon Theatre”, Nowy Jork, Nowy Jork, USA
- 22 października 1989 – koncert w „Keaney Auditorium”, University of Rhode Island, South Kingston, Rhode Island, USA
- 24 października 1989 – koncert w „The Opera House, Boston, Massachusetts, USA
- 25 października 1989 – koncert w „The Opera House”, Boston, Massachusetts, USA
- 27 października 1989 – koncert w „Houston Fieldhouse”, Renselleaer Polytechnic Institute, Troy, Nowy Jork, USA
- 31 października 1989 – koncert w „Arie Crown Theater”, Chicago, Illinois, USA
- 2 listopada 1989 – koncert w „State Theater”, Cleveland, Ohio, USA
- 6 listopada 1989 – koncert w „Cassell Coliseum” na Virginia Polytechnic Institue w Blacksburgu w stanie Wirginia
- 7 listopada 1989 – koncert w „Chrysler Hall”, Norfolk, Virginia, USA
- 13 listopada 1989 – koncert w „Sunrise Musical Theater”, Miami, Floryda, USA
- 14 listopada 1989 – koncert w „Festival Hall”, Tampa Bay Performing Arts Center, Tampa, Floryda, USA

## Dyskografia i wideografia
Singel
- Maggie’s Farm/On the Road Again (04.06.1965) (44 pozycja na liście singli popowych magazynu Billboard)

Dyski (albumy)
- Bob Dylan’s Greatest Hits Vol. II (1971)
- Hard Rain (1976)
- Bob Dylan at Budokan (1979)
- Real Live (1984)
- The Bootleg Series Vol. 7: No Direction Home: The Soundtrack (2005)
- Dylan (2007)

Film
- Festival (1967) (fragment)
- Hard Rain
- The Other Side of the Mirror. Bob Dylan Live at the Newport Folk Festival 1963–1965 (2007)

Bootlegi
Albumy winylowe (analogowe)
- Newport 65/Manchester 66. TMQ.
- Newport 65. Brak nazwy firmy.

Dyski (albumy cyfrowe)
- Bob Dylan – 1965 Revisited (Dysk 8). Great Dane GDR 9419 (1–14)
- Dont Look Back Soundtrack & Newport '65. Magic Mushroom 013
- Folk Rogue. Wild Wolf 6965
- From Newport to the Ancient Empty Streets of L.A. Dandelion DL 061/62
- From the Heart Vols. 3. Live Experience LE050203.
- Live in Newport 1965. Document DR 004.
- Ghost of Electricity. Doberman 155
- Squaring the Circle. Diamonds In Your Ears 70/71.

## Wersje innych wykonawców
- Solomon Burke – singel (1965); Cry to Me (1984)
- The Defiants – singel (1966)
- Ray Brown & Whispers – Hits & Brass (1967)
- Richie Havens – Somethin’ Else (1968); Classics (1995)
- Sam Lay – Sam Lay in Bluesland (1968)
- Flatt & Scruggs – Final Fling (1970)
- Nannie Porres – I Thought About You (1971)
- Booker T. Jones – Home Grown (1972)
- Victor Scott – I Want You Beside Me (1973)
- The Blues Band – Ready (1980)
- The Specials – The Singles Collection (1991)
- Hot Tuna – Live in Sweetwater (1992)
- Barbara Dickson – Don’t Think Twice, It’s Alright (1992)
- The Checkered Past – Two Tone Compilation: Checkered Past (1993)
- Tim O’Brien – Red on Blonde (1996)
- The Wolkabouts2 – Death Valley Days (1996)
- Alternative Biography – Alternative Biography (1997)
- David Grisman, John Hartford, Mike Seeker – Retrograss (2000)
- Rage Against the Machine – Renegades (2000)
- The Grateful Dead – Postcards of the Hanging: Grateful Dead Perform the Songs of Bob Dylan (2002)
- Solomon Burke na albumie różnych wykonawców Blues & Soul Power (2003)